# Giải bóng đá vô địch quốc gia Quần đảo Cook 1983
Giải bóng đá vô địch quốc gia Quần đảo Cook 1983 là mùa giải thứ 14 được ghi nhận của giải đấu bóng đá cao nhất ở Quần đảo Cook, với việc không rõ kết quả ở các mùa giải từ 1951 đến 1969. Titikaveka giành chức vô địch lần thứ 13 và lần thứ 3 liên tiếp sau chuỗi 9 lần vô địch liên tiếp trong thập niên 1970.